# Rubens San Sebastián
Rubens San Sebastián (Haedo, 2 de febrero de 1927-Buenos Aires 25 de septiembre de 1996) fue un político argentino que se desempeñó como secretario y ministro de Trabajo durante la dictadura autodenominada "Revolución Argentina", entre octubre de 1966 y 1973. Promovió con cierto éxito la creación de la "corriente sindical participacionista", cercana a la dictadura y partidaria del apoliticismo sindical.

## Biografía
Cursó parte de su secundario, de primer a tercer año, en el Instituto San José de los hermanos Maristas, en Morón, Provincia de Buenos Aires. Desarrolló una extensa carrera como empleado público dentro del Ministerio de Trabajo, llegando a ocupar diversos cargos.
Durante el gobierno de facto de Juan Carlos Onganía, logró llegar a secretario y, cuando se elevaba la categoría de la Secretaría, a Ministro, gracias al apoyo de los generales del Ejército de la Revolución Argentina, que veían con buenos ojos que un civil experimentado ocupe la titularidad de aquella cartera, dada la desconfianza de las organizaciones gremiales con respecto a dirigentes militares . Durante su gestión tuvo a su cargo negociar con los sindicatos y la CGT, en medio de la tensa situación por el exilio de Juan Domingo Perón, quien poseía una importante influencia sobre estos. Logró seducir a gran cantidad de dirigentes sindicales con la promesa de "participación" orgánica de los sindicatos en la estructura del Estado, a cambio de su despolitización, llegando a inspirar la creación de la "corriente sindical participacionista". Logró mantener desunido al sindicalismo durante gran parte de la dictadura y evitar gran cantidad de huelgas.